# Super-Dad
Super-Dad ist ein deutscher Fernsehfilm aus dem Jahr 2015. Regie bei der Komödie führte Jan Markus Linhof. Hauptdarsteller ist Stephan Luca.

## Handlung
Eines Tages erfährt  Mark Matthau, dass er Vater von 99 Kindern ist.  Vor einigen Jahren hatte er um Geld zu verdienen in einer Spezialklinik unter dem Pseudonym Mr. Big mehrfach Samen gespendet. Seine  Kinder wollen mit einer Sammelklage seine Identität herausfinden.

## Kritik
„Die rührend-komische Geschichte mit Hang zum Kitsch ist nicht neu: Ken Scott hat sie mit ‘Starbuck’ und ‘Der Lieferheld’ bereits zweimal sehr ähnlich erzählt. Doch auch mit den Figuren dieser temporeichen TV-Version lacht und leidet man gern mit. Fazit: Sympathische Figuren, rührende Momente.“